# Eremophila lucida
Eremophila lucida är en flenörtsväxtart som beskrevs av Chinnock. Eremophila lucida ingår i släktet Eremophila och familjen flenörtsväxter. Inga underarter finns listade i Catalogue of Life.